# Richard Liesveld
Richard Arno Lesley Liesveld (Waverveen, 10 mei 1973) is een Nederlands voormalig voetbalscheidsrechter die in de Eredivisie floot. Hij stond op de A-lijst, de hoogste categorie voor scheidsrechters van de KNVB. Liesveld was tevens internationaal actief. Daarnaast is hij werkzaam in een leidinggevende functie bij een logistiek bedrijf.
Liesveld debuteerde op 11 februari 2001 in het betaald voetbal in een wedstrijd tussen FC Volendam en MVV Maastricht. Deze wedstrijd werd voorafgegaan door een minuut stilte vanwege de Volendamse cafébrand. Hij leidde de Johan Cruijff Schaal 2013 en in mei 2015 de finale van de KNVB beker 2014/15. Als lid van het team van scheidsrechter Björn Kuipers ging hij als vijfde/ zesde official mee naar het Europees kampioenschap voetbal 2012 en 2016.
De Eerste divisiewedstrijd tussen SC Cambuur en NAC Breda op 25 november 2016 was zijn laatste wedstrijd. Hierna stond hij aan de kant met een rugblessure. Op 15 april 2019 beëindigde Liesveld per direct zijn loopbaan.

## Wedstrijden

### Competitie
| Seizoen         | Competitie      | Wedstrijden | Kaarten    | Kaarten                                    | Kaarten     |
| Seizoen         | Competitie      | Wedstrijden | Kreeg geel | Kreeg voor de tweede keer geel en dus rood | Weggestuurd |
| --------------- | --------------- | ----------- | ---------- | ------------------------------------------ | ----------- |
| 2004/05         | Eredivisie      | 2           | 3          | 0                                          | 0           |
| 2005/06         | Eredivisie      | 3           | 16         | 1                                          | 1           |
| 2006/07         | Eredivisie      | 7           | 24         | 0                                          | 1           |
| 2007/08         | Eredivisie      | 12          | 36         | 0                                          | 2           |
| 2008/09         | Eredivisie      | 19          | 78         | 4                                          | 3           |
| 2009/10         | Eredivisie      | 17          | 61         | 3                                          | 0           |
| 2010/11         | Eredivisie      | 22          | 62         | 2                                          | 4           |
| 2011/12         | Eredivisie      | 20          | 63         | 1                                          | 1           |
| 2012/13         | Eredivisie      | 21          | 52         | 1                                          | 1           |
| 2013/14         | Eredivisie      | 21          | 61         | 2                                          | 3           |
| 2014/15         | Eredivisie      | 21          | 65         | 1                                          | 1           |
| 2015/16         | Eredivisie      | 20          | 69         | 1                                          | 2           |
| 2016/17         | Eredivisie      | 9           | 22         | 3                                          | 1           |
| 2017/18         | Eredivisie      | 0           | 0          | 0                                          | 0           |
| 2018/19         | Eredivisie      | 0           | 0          | 0                                          | 0           |
| Carrière totaal | Carrière totaal | 194         | 612        | 19                                         | 20          |

### Interlands
| Datum            | Plaats  | Wedstrijd                      | Uitslag | Competitie           | Kreeg geel | Kreeg voor de tweede keer geel en dus rood | Weggestuurd |
| ---------------- | ------- | ------------------------------ | ------- | -------------------- | ---------- | ------------------------------------------ | ----------- |
| 15 augustus 2012 | Belfast | Noord-Ierland – Finland        | 3 – 3   | Vriendschappelijk    | 0          | 0                                          | 0           |
| 11 oktober 2013  | Zenica  | Bosnië en Her. – Liechtenstein | 4 – 1   | Kwalificatie WK 2014 | 0          | 0                                          | 0           |